# Кирхнер, Андреас
Андре́ас Ки́рхнер (нем. Andreas Kirchner; 17 августа 1953 — 15 ноября 2010) — восточногерманский бобслеист, чемпион зимней Олимпиады 1984 года в Сараеве в соревнованиях бобов-четвёрок.

## Карьера
Начал свою спортивную карьеру в легкой атлетике как метатель молота (личный рекорд: 65,22 метра, установлен 19 июня 1975 года в Карл-Маркс-Штадте).
В 1977 г. он переходит в бобслей. Выступал за армейский спортивный клуб армии ASK Vorwärts Oberhof под руководством Эрика Эндера и Раймунда Бетге. Являлся офицером Национальной народной армии. В 1979 г. становится чемпионом ГДР в двойках и бронзовым призёром первенства Европы среди четвёрок.
В 1980 г. на своей первой зимней Олимпиаде в Лейк-Плэсиде в составе экипажа четвёрки завоевал бронзовую медаль, через четыре года в Сараеве вместе с Роландом Ветцигом, Вольфгангом Хоппе и Дитмаром Шауэрхаммером поднимается на высшую ступень олимпийского пьедестала.
Кроме того, завоевывал серебро на первенствах мира и Европы 1981 г. в соревнованиях бобов двоек и четвёрок, соответственно; в 1982 г. был третьим в «двойках» на чемпионате мира и вторым — на первенстве Европы. После олимпийского успеха выступал до 1986 г., но не выигрывал престижных международных трофеев.
После завершения спортивной карьеры и окончания национального университета спорта ГДР работал учителем в Зуле.